# 麦若达赫·巴拉丹一世
麦若达赫·巴拉丹一世 （约公元前1171年—约公元前1159年在位）（英語：Merodach-Baladan I）加喜特后期国王。他死后约4年王朝灭亡。